# 太平物産
太平物産株式会社（たいへいぶっさん）は、かつて秋田県秋田市に本社を置いていた肥料メーカー。

## 概要
1946年9月に肥料の製造を目的に設立。肥料の製造の他にも、化学工業用品、工事資材を扱う商事部門も設けていた。また、日本農芸化学工業株式会社など3社の子会社を持ち、日本農芸化学工業では肥料の製造も手掛けていた。肥料はほとんどを全国農業協同組合連合会（全農）経由で販売していた。
1984年9月期には112億6099万円の売上があった。しかし、その後は農家数の減少や減農薬、有機栽培の取り組みなどにより肥料の使用量は減少傾向を辿り、2008年3月期の売上は76億3258万円まで低下した。そのため、太平物産の役員持株会と従業員持株会は2008年4月に株式を大株主から買い取った。
2015年3月期の売上も65億7693万円にまで落ち込んだ。そんな中、同年11月5日に全農が公表した成分分析表において、太平物産が発売した768銘柄中、386銘柄において成分偽装表示が発覚。これを受けて農林水産省は太平物産に対して、袋の表示を改めるまで出荷停止とすること、同年12月20日までに原因究明並びに再発防止策を行うよう行政指導を行った。
これにより太平物産は工場の停止に追い込まれ、製品の自主回収を行うことになったため、事業継続が困難となり、2015年11月27日に子会社である日本農芸化学工業とともに秋田地方裁判所へ民事再生法適用を申請。同年12月14日に民事再生手続開始決定を受けた。
OATアグリオは2016年7月8日に、事業所の内、青森工場・関東工場・東日本支店流通センターの取得に関して検討することを発表し、同年9月20日にOATアグリオの子会社であるOATアグリオフロンティアが3事業所を太平物産から譲受する事で基本合意した。青森工場・関東工場・東日本支店流通センターは、同年9月30日付でOATアグリオフロンティアへ譲渡された。日本農芸化学工業が行っていた事業に関しても、2016年6月30日に昭光通商の子会社である昭光通商アグリが設立した日本農芸へ譲渡された。
太平物産はその後も民事再生手続を進め、2017年4月に本社を秋田市卸町から秋田市楢山佐竹町へ移転。日本農芸化学工業は2017年9月25日に、太平物産は2018年2月9日にそれぞれ法人格が消滅した。

## 成分表示の偽装
全農は太平産業が発売した肥料に関する調査を開始。2015年10月6日に、JA全農営農・技術センターが水稲用肥料の銘柄開発のため、太平物産が製造販売する肥料1銘柄を分析したところ、保証成分切れが発覚した。その後も太平産業は発売した他の製品にも、成分表示に不正があることが確認された。全農は同年11月5日に、太平物産が発売した肥料の成分分析表を公表。768銘柄中386銘柄において成分偽装表示が発覚した事を明らかにした。農林水産省も同年11月7日から9日にかけて、秋田工場・青森工場・関東工場・日本農芸化学工業の4か所の立ち入り調査を行った。
佐々木勝美社長は2015年11月9日に秋田市内のホテルで記者会見を行い、「偽装は少なくとも10年以上前から全工場で行われていた」「現場がコスト削減のためにやったと推測される」などと会見した。これにより、太平物産は沈静化へ収まらず、前述の通り経営破綻へ至ることになった。
製品の中には、通常は有機成分が約50%含まれるにもかかわらず、20%程度しかなく、不足分に化学肥料を充てていたものもあったという。全農は2015年12月11日に、調査報告書を公表した。全農は、これらの行為を会社ぐるみで行われていたことと結論付けた。秋田県警察も、同年12月18日に当時秋田市卸町にあった本社や秋田市茨島にあった秋田工場を肥料取締法違反で家宅捜索した。
太平物産の負債額は、当初は34億6000万円と発表されていたが、「有機農産物」や「特別栽培農産物」として販売できなくなった農家への補償により、約85億円へ膨らむことになった。
秋田簡易裁判所は2017年1月27日に、元秋田工場長と元関東工場長を略式起訴し、2人に対して罰金30万円、太平物産に対して罰金100万円の略式命令を出した。